# Ferdinand André Fouqué
Ferdinand André Fouqué, född 21 juni 1828, död 7 mars 1904, var en fransk mineralog.
Fouqué blev 1877 professor vid Collège de France i Paris. Han ägnade sig främst åt det mikroskopiska studiet av mineral och bergarter samt deras framställning på syntetisk väg. Han gjorde även undersökningar av vulkaner, bland annat Santorini. Flera av sina betydande arbeten utgav Fouqué i samarbete med Auguste Michel-Lévy.